# 钱国选
钱国选，安徽巢县（今安徽巢湖）人，是一名清朝政治人物。拔贡出身。
钱国选曾于1901年接替沈唐任青浦县知县一职，1903年由田宝荣接任。